# Sierra de Arcos
Sierra de Arcos är en ås i Spanien. Den ligger i provinsen Provincia de Teruel och regionen Aragonien, i den östra delen av landet, 270 km öster om huvudstaden Madrid.